# آري المالح
آري المالح: (بالفرنسية Arié Elmaleh)، ممثل ومغني فرنسي من أصل مغربي، ولد بالدار البيضاء في 7 يناير 1975.

## نشأته وسيرته
ولد آري المالح بمدينة الدار البيضاء التي قضى فيها طفولته ومراهقته، كان أبوه تاجرا وعاشقا للمسرح. هو الأخ الأصغر للكوميدي جاد المالح وله أخت تدعى جوديث المالح،
بدأ التمثيل في سن مبكرة، وتحديدا في 16 سنة، عندما مثل في عرض مسرحي لجان أنويه  بعنوان أنتيجون. التحق آري المالح بالجامعة لدراسة القانون في باريس قبل أن يغادرها  إلى مسرح( Rond-Point).
انطلقت مسيرته المسرحية في عام 1998 من خلال مسرحية (Bal Trap). وفي عام 1997 ظهر في عدة أفلام قصيرة منها "نقطة استجواب" لكريم سملال و (T'en as؟) لأنطوان دو كونز(Antoine de Caunes)، التي كانت تندرج ضمن حملة للتحسيس بخطر المخدرات. بعد أربع سنوات، سيدخل آري المالح غمار التمثبل عندما لعب في أول فيلم روائي طويل له بعنوان؛ "غير لي حياتي"  (Change Moi Ma  Vie) للمخرجة (Liria Begeja)، إلا أن اكتشافه من طرف الجمهور كان من خلال الظهور في إعلانات وإشهارات الشركة الفرنسية للاتصالات المعروفة اختصارا ب SFR والتي منحته شهرة واسعة.
ظهر آري المالح سنة 2002 في فيلم بعنوان؛ "عشاق النيل" (Les Amants du Nil) لمخرجه (Eric Heumann) رفقة الممثلين الفرنسيين إريك كارافاكا وإيما دي كونز. وفي عام 2003 شارك رفقة شقيقه جاد في عمل بعنوان(Chouchou) لمرزاق علواش، وعي نفس السنة للتي حققت فيها مسرحيته "مداعبات"(Préliminaires) التي ألفها رفقة دانييل كوهن.
عمل آري المالح في العديد من إعلانات الشركة الفرنسية للاتصالات، مما زاد من شهرته وأهله للعب دور أكثر إثارة في فيلم؛ "منزل نينا" (La Maison de Nina) لريتشارد ديمبو إلى جانب آجنس جاوي، لتتوالى بعد ذلك مشاركاته في عشرات الأفلام من أهمها مشاركته سنة 2006 في فيلم المدرسة للجميع(L'école pour tous) لإريك روشان، الذي رشح لإحدى جوائز سيزار.
إلى جانب نشاطه السينيمائي لم يغفل آري المالح التمثيل المسرحي، حيث رشح سنة 2007 لجائزة  Nuit de) Molières) المخصصة لمكافأة أفضل الأعمال المسرحية الفرنسية وذلك عن الدور الذي لعبه في مسرحية Irrésistible من تأليف فابريس روجي لاكان وإخراج إيزابيل نانتي. في هذه المسرحية تعرف على زوجته الأولى فيرجين لوديين.في نفس السنة، شارك آري المالح في فيلم "موليير" الذي أخرجه لوران تيرارد،وفيلم "أنا أكره أطفال الآخرين" لآن فاسيو وفيلم "يجب أن ترقص il faut que ça danse" لناومي لفوفسكي(Noémie Lvovsky).
سنة 2008، أصبح تركيزه منصبا على الكوميديا، حيث سبق له أن شارك في عدة أعمال كفيلم؛ "حتى إليك" لجنيفر ديفولدير (Jennifer Devoldère)، وفيلم (Hors de prix) لبيير سالفادوري، هذا العمل شغل فيه شقيقه جاد عنوان الصدارة إلى جانب أودري تاتو.
سنة 2010، لعب دورًا ثانويا في الفيلم الكوميدي، (Thelma, Louise et Chantal) للمخرج Benoît) Pétré)، كما كان ضمن الممثلين الرئيسيين في فيلم "الأسرى" (Captifs) لمخرجه (Yann Gozlan).
سنة 2011، قام بقراءته الأولى لسيناريو فيلم طويل للسيناريست الإسرائيلي (Guy Ofran) خلال مهرجان أنجيه السينيمائي.
في عام 2012 ، عاد إلى الكوميديا البحتة من خلال  مشاركته في فيلم( Plan de table) لمخرجته( Christelle Raynal)، ثم من خلال حضوره في فيلم "الاكتئاب والأصدقاء"(Dépression et des potes) للمخرج (Arnaud Lemort).
في عام 2013 ظهر في Les Gamins للمخرج أنطوني مارسيانو، وفي 2015 استعمل صوته رفقة جمال الدبوز في فيلم للرسوم المتحركة بعنوان" لماذا لم آكل أبي؟"(?Pourquoi j'ai pas mangé mon père).
لآري المالح تجربة تلفزية، حيث انضم في سبتمبر 2013 إلى فريق برنامج (Le Grand Journal) في موسمه العاشر، جنبًا إلى جنب مع أنطوان دو كونز Antoine de) Caunes) لكن تجربته تلك لم تدم سوى لموسم واحد.
سنة 2014، ظهر بشكل متميز في فيلم "طفل في خطر (Un enfant en danger) للمخرج جيروم كورنو. هذا التميز فتح له المجال للمشاركة في أعمال أخرى.
في عام 2015، لعب دور البطولة في السلسلة البوليسية؛  "المتدربة" (La Stagiaire) إلى جانب ميشيل بارنيي، ومسلسل "مثاليات تقريبا" (Presque Parfaites) لغابرييل جوليان لافريير، ومسلسل "سر البحيرة" Le) Mystère du Lac) لجيروم كورنو.
في دجنبر 2016 وبعد النجاح الكبير  الذي حققته سلسلة" المتدربة"، طلبت قناة فرنسا 3(France 3)إنجاز حلقات أخرى من أجل موسم ثان لنفس السلسلة التي غاب عنها آري المالح، حيث تم تعويضه بأنطوان هاميل(Antoine Hamel).
سنة 2016 عاد إلى المسرح، حيث لعب في مسرحيتين: الأولى بعنوان "اليوم الأجمل"(Le plus beau jour)، من تأليف ديفيد فونكينوس، وإخراج آن بورجوا، والثانية سنة 2017 بعنوان؛ "الببغاء"(La Perruche)، من تأليف وإخراج أودري شيبات، والتي ظهر في ملصقها الإشهاري برفقة باربرا شولتز التي أصبحت زوجته.

## حياته الخاصة
تزوج الممثلة الفرنسية باربرا شولتز سنة 2016 بعد انفصاله عن زوجته الأولى فيرجين ليدويين التي له معها طفلان هما إسحاق وأماليا.